# Đặng Lệ Quân
Đặng Lệ Quân (tiếng Trung: 鄧麗君; bính âm: Dèng Lìjūn; tiếng Anh: Teresa Teng) (29 tháng 1 năm 1953 – 8 tháng 5 năm 1995) là một ca sĩ, nhạc sĩ, diễn viên và nhà từ thiện người Đài Loan. Được mệnh danh là "Nữ hoàng nhạc pop vĩnh cửu của châu Á", cô trở thành biểu tượng văn hóa vì những đóng góp của cô cho Mandopop, với việc khai sinh ra câu: "Ở đâu có người Trung Quốc, ở đó có âm nhạc của Đặng Lệ Quân".
Với sự nghiệp kéo dài gần 30 năm, Đặng Lệ Quân đã tự khẳng định mình là một thế lực thống trị và có ảnh hưởng ở châu Á trong suốt phần lớn sự nghiệp của mình, bao gồm Đông Á, Đông Nam Á và ở một mức độ nào đó là Nam Á trong suốt những năm đầu và giữa những năm 80. Ảnh hưởng sâu sắc của cô đối với nền âm nhạc châu Á và toàn bộ xã hội Trung Hoa trong nửa cuối thế kỷ 20 và sau đó, đã đưa cô trở thành một trong những nghệ sĩ châu Á thành công và có ảnh hưởng nhất trong lịch sử. Cô được ca ngợi là ngôi sao ca hát đa văn hóa đầu tiên của vùng Viễn Đông và được một số người coi là người tiên phong của âm nhạc đại chúng hiện đại Trung Hoa - một động lực chính trong sự phát triển của ngành công nghiệp âm nhạc Hoa ngữ, bằng cách kết hợp phong cách phương Tây và phương Đông trong âm nhạc của cô, thay thế những bài hát cách mạng sau đó thịnh hành ở Trung Quốc đại lục và đặt nền móng cho âm nhạc đại chúng Trung Quốc hiện đại. Bên cạnh đó, Đặng Lệ Quân cũng có công trong việc thu hẹp khoảng cách văn hóa giữa các quốc gia nói tiếng Trung, và là nghệ sĩ đầu tiên kết nối Nhật Bản với phần lớn Đông và Đông Nam Á, bằng cách hát các bài hát nhạc pop Nhật Bản, một số bài hát trong số đó sau đó đã được dịch sang tiếng Quan Thoại. Ở Đài Loan, cô nổi tiếng với việc hát giải trí cho các lực lượng vũ trang và hát những bài hát yêu nước lôi cuốn người bản xứ Đài Loan. Cô được đặt biệt danh là "nghệ sĩ giải trí yêu nước" và "người yêu của những người lính".
Trong suốt những năm trình diễn của mình, Đặng Lệ Quân đã thể hiện những bản nhạc hit như "Hà nhật quân tái lai" , "Mật ngọt", "Quên anh ta đi", "Em chỉ quan tâm anh", và "Ánh trăng nói hộ lòng tôi". Cô đã thu âm hơn 1.500 bài hát trong suốt sự nghiệp của mình, bắt đầu từ năm 14 tuổi, không chỉ bằng tiếng Quan Thoại mà còn bằng tiếng Phúc Kiến, tiếng Quảng Đông, và tiếng Ý. Ngoài việc nói được hầu hết các ngôn ngữ mà cô hát, Đặng Lệ Quân còn nói được tiếng Pháp và tiếng Thái. Đến nay, các ca khúc của cô đã được hàng trăm nghệ sĩ trên khắp thế giới cover lại. Năm 2007, cô được giới thiệu trong "Đại sảnh Danh vọng Âm nhạc nổi tiếng" tại Bảo tàng Âm nhạc Koga Masao ở Nhật Bản, khiến cô trở thành người duy nhất không mang quốc tịch Nhật Bản làm được điều này.
Năm 1986, tạp chí Time của Hoa Kỳ xếp cô vào top 10 ca sĩ nổi tiếng nhất thế giới và top 7 ca sĩ của năm, là người châu Á duy nhất được hai lần vào danh sách này. Năm 2009, Đặng Lệ Quân nhận được số phiếu áp đảo cho "Hình tượng ảnh hưởng lớn nhất của văn hóa Trung Quốc mới". Năm 2011, ca khúc Ánh trăng nói hộ lòng tôi được chọn làm ca khúc kỷ niệm 100 năm Trung Hoa Dân Quốc.

## Tiểu sử
Cô sinh ngày 29 tháng 1 năm 1953 ra tại thôn Điền Dương, huyện Vân Lâm, Đài Loan trong một gia đình quê gốc ở tỉnh Hà Bắc. Cô là con thứ tư trong gia đình có 5 anh em.
Tên gọi Lệ Quân là do người cha đặt, dựa theo tên gọi của nhân vật Mạnh Lệ Quân đời nhà Tống trong lịch sử Trung Quốc. (Có tư liệu cho rằng “Lệ Quân” (liyun) vốn nghĩa là dáng xinh đẹp của cây tre, nhưng về sau người ta biến âm thành lijun với chữ “quân” nghĩa là vua, anh; và Đặng Lệ Quân lấy đó làm nghệ danh cho mình).
Đặng Lệ Quân là người đoan trang, nề nếp, thích cuộc sống trầm lặng, nội tâm.

## Sự nghiệp
Giọng hát của Đặng Lệ Quân truyền tải âm hưởng mộc mạc và chân thành. Diệp Nguyệt Du, một giáo sư ngành văn hóa của Đại học Nam California nói rằng, "Sự ngọt ngào trong giọng ca làm cho cô trở nên nổi tiếng. Đặng Lệ Quân có một giọng ca hoàn hảo cho các bản dân ca và ballad, cô kết hợp phong cách biểu diễn phương Tây vào những bản dân ca truyền thống." Giọng ca của cô cũng được miêu tả "như đang khóc lóc và cầu xin sự tha thứ, nhưng vẫn rất mạnh mẽ, có khả năng như thôi miên, tạo ấn tượng mạnh trong lòng người nghe." Nhà soạn nhạc Tả Hoằng Nguyên nói rằng giọng ca của Đặng Lệ Quân có "bảy phần ngọt ngào, ba phần đẫm lệ."
Năm 1963 cô tham gia cuộc thi hát Hoàng Mai Hí và giành giải quán quân với bài “Phỏng Anh Đài”
Năm 1967 ra đĩa nhạc đầu tiên và ngay lập tức được ưa chuộng tại Đài Loan. Nhưng ở đại lục giọng hát của cô bị coi là ủy mị và bị cấm đoán. Sau cải cách những bài hát trữ tình của cô mới được nhân dân đại lục đón nhận và hâm mộ.
Đặng Lệ Quân trở nên thực sự nổi tiếng vào năm 1968 khi biểu diễn trên một chương trình ca nhạc Đài Loan phổ biến, dẫn đến việc cô ký hợp đồng với các hãng thu. Cô ra mắt các album vài năm sau đó cho hãng Life Records. Năm 1973 cô bắt đầu thử kế hoạch chinh phục thị trường Nhật Bản bằng cách ký hợp đồng với hãng đĩa Polydor và tham gia hoạt động Kōhaku Uta Gassen, một cuộc thi quanh năm giữa những ca sĩ thành công nhất. Cô đạt được danh hiệu "Ngôi sao Ca nhạc nổi trội nhất". Tiếp bước thành công tại Nhật Bản, Đặng Lệ Quân hát rất nhiều bài hát tiếng Nhật, bao gồm những bài hit như "Thả mình trôi theo thời gian" (時の流れに身をまかせ Toki no Nagare ni Mi wo Makase), ở Trung Quốc bài hát có tên "Tôi chỉ thích anh" (tiếng Trung: 我只在乎你).
Năm 1969, Đặng Lệ Quân đã là MC rất nổi tiếng trên đài phát thanh, truyền hình, được mời hát chính trong bộ phim truyền hình đầu tiên của Đài Loan là “Tinh tinh”. Đặng Lệ Quân còn tham gia đóng phim điện ảnh “Cám ơn tổng giám đốc”.
Ngày 24 tháng 7 năm 1971 tham gia buổi hòa nhạc tại khách sạn Bạch Tuộc, Việt Nam.
Từ tháng 2 năm 1971 đến tháng 8 năm 1972, Đặng Lệ Quân thực hiện chuyến đi biểu diễn vòng quanh các quốc gia và khu vực như Hồng Kông, Singapore, Malaysia, Indonesia, Philippines, Thái Lan, Việt Nam Cộng hòa. Ngày 24 tháng 7 năm 1971, cô tới Sài Gòn và biểu diễn ở rạp Lệ Thanh. Cô ở tại khách sạn Bát Đạt trong một tháng (từ 24-7-1971 đến 24-8-1971). Tại đây, cô tham gia các hoạt động như họp báo, biểu diễn, du lịch và chụp ảnh kỷ niệm trên sông Cửu Long. Cô đã thể hiện ca khúc nhạc Việt lời Nhật mang tên Anh, một nhạc phẩm được soạn lời dựa trên ca khúc Không - tác phẩm đầu tay của nhạc sĩ Nguyễn Ánh 9.
Năm 1974 ca khúc "Phi trường" (空港 Kūkō) lên ngôi tại Nhật Bản. Đặng Lệ Quân trở nên nổi tiếng tại đây mặc dù bị quốc gia này chặn lại vào năm 1979 vì sử dụng hộ chiếu Indonesia giả mà cô mua với giá $20,000. Điều này làm do mối quan hệ giữa Đài Loan và Nhật Bản thời đó có sứt mẻ do Trung Quốc thế chỗ Đài Loan ở Liên Hợp Quốc.
Đặng Lệ Quân trở nên nổi tiếng trên toàn thế giới thập niên 70 sau khi biểu diễn lần đầu tại Nhật Bản. Ngoài tiếng Quảng Đông gốc, cô còn hát bằng tiếng Quan Thoại, tiếng Nhật và tiếng Anh, làm cho cô nổi lên nhanh chóng ở Malaysia và Indonesia. Ở Đài Loan cô không chỉ được biết đến như một ca sĩ thượng thặng, mà còn là "người yêu của lính" do thường xuyên biểu diễn phục vụ quân đội. Gia đình Đặng Lệ Quân đã từng phục vụ quân ngũ. Những buổi biểu diễn cho quân đội của Đặng Lệ Quân là các bài nhạc trẻ và dân ca Đài Loan gần gũi với nông dân hay dân ca Trung Quốc kêu gọi tị nạn.
Khoảng những năm 1980, tình hình chính trị căng thẳng giữa Đài Loan và đại lục dâng cao, dẫn đến việc các bài hát của cô và cả một số ca sĩ khác từ Hồng Kông và Đài Loan, bị cấm một vài năm ở Cộng hòa Nhân dân Trung Hoa do bị coi là có khuynh hướng "tư sản". Tuy nhiên sự phổ biến của cô vẫn tiếp diễn do âm nhạc vẫn được bán ngoài chợ đen. Và các bài hát của Đặng Lệ Quân vẫn được phát khắp mọi nơi, từ những hộp đêm cho đến những tòa nhà chính phủ, lệnh cấm nhạc của cô được bỏ sau đó một thời gian ngắn. Người hâm mộ Trung Quốc đặt cho cô biệt danh "Tiểu Đặng" do trùng họ với nhà lãnh đạo Đặng Tiểu Bình; thời đó Đặng Tiểu Bình lãnh đạo đất nước ban ngày, nhưng Tiểu Đặng bao trùm cả Trung Quốc về đêm nên có câu "Ban ngày nghe Lão Đặng, ban đêm nghe Tiểu Đặng".
Hợp đồng của Đặng Lệ Quân với hãng Polydor kết thúc năm 1981. Cô ký hợp đồng khác với hãng thu âm Taurus Records vào năm 1983 và thành công rực rỡ khi xuất hiện tại Nhật Bản. Năm 1984 Taurus phát hành album được đánh giá cao nhất, Đạm đạm u tình (tiếng Trung: 淡淡幽情). Album này chứa bộ 12 bài thơ từ thời Đường và Tống. Phần nhạc được soạn bởi các nhạc sĩ đã làm nên thành công của cô trước đó, mang âm hưởng pha trộn giữa truyền thống và hiện đại của phương Đông và phương Tây. Đĩa đơn được biết đến nhiều nhất thời đó là "Đãn nguyện nhân trường cửu". Một số lượng các bài hát thành công trong khoảng thời gian 1984–1989 tạo nên "Những năm tháng Vàng của Đặng Lệ Quân" trong mắt người hâm mộ. Đặng Lệ Quân là ca sĩ đầu tiên đoạt giải thu âm Nhật Bản trong 4 năm liền (1984–1988).
Mặc dù Đặng Lệ Quân biểu diễn ở rất nhiều nơi trên thế giới, mong ước một ngày được biểu diễn ở vùng đại lục của chưa bao giờ được thực hiện. Cuối cùng Đảng Cộng sản Trung Quốc cũng mời cô vào những năm 90 nhưng cô mất trước khi cơ hội đó đến.

## Định hướng chính trị

Đặng Lệ Quân biểu diễn tại một buổi hòa nhạc ở New York, Hoa Kỳ 1980

Năm 1989 ở Đại lục xảy ra Sự kiện Thiên An Môn, để ủng hộ cho những sinh viên Trung Quốc học tập tại Hồng Kông, bất chấp những sự ngăn cản của mọi người, Đặng Lệ Quân tham gia biểu tình cùng những người tuần hành. Ngày 27 tháng 5 năm 1989 tại Thung lũng hạnh phúc - Hồng Kông có nhiều người tham gia cuộc vận động Dân chủ cho Trung Quốc, cô đeo biểu ngữ có ghi hàng chữ viết tay "Phản đối sự kiểm soát của quân đội" và hát bài "Nhà tôi ở bên kia dãy núi" (tiếng Trung: 我的家在山的那一邊). Kênh truyền thông TVB phải chịu trách nhiệm để tránh gây kích động cho Bắc Kinh, do vậy các máy quay được điều chỉnh để tránh cho hình ảnh Đặng Lệ Quân xuất hiện trực diện trước ống kính. Kể từ sau sự kiện Thiên An Môn, Đặng Lệ Quân tuyên bố: "Sẽ có ngày tôi quay trở lại đại lục và hát ca khúc này, ngày mà Chủ nghĩa Tam Dân tái thống nhất Trung Quốc". Và sự thật, Đặng Lệ Quân là một trong số cực ít ca sĩ từ Đài Loan, Hồng Kông suốt đời chưa từng đặt chân về Đại lục.
Do cha của Đặng Lệ Quân làm việc cho Quốc quân Trung Hoa Dân Quốc, đa phần các buổi biểu diễn của cô nhằm phục vụ cho lực lượng quân đội với các bài hát như Mai Hoa （梅花）hay Ca ngợi Trung Hoa Dân Quốc cùng một loạt các ca khúc khác khiến cho cô có các biệt hiệu "ca sĩ yêu nước", "người tình của lính".
Tại Viện quan trắc Mã San, trước cổng Kim Môn Đặng Lệ Quân đã có một bài phát biểu tuyên truyền gửi Trung Quốc:
| “ | Gửi tất cả đồng bào Đại Lục. Con là Đặng Lệ Quân, hôm nay Con đến Đài Phát thanh Kim Môn để gửi đến những đồng bào của con rằng ngày hôm nay con rất tự hào được sống tại một đất nước tự do và tại nơi đây - Kim Môn. Con cảm thấy rất, rất là hạnh phúc. Con hy vọng các đồng bào sống ở Đại lục có thể tận hưởng cùng chúng con sự tự do dân chủ, một môi trường sống tự do, dân chủ, thịnh vượng, để mỗi chúng ta có cơ hội đạt được những điều mình mong muốn, và một sân chơi tự do để các tài năng trẻ thể hiện hết mình, tương lai quốc gia sẽ tràn ngập những tia hy vọng. Con hy vọng sẽ sớm được trở lại Kim Môn, để gặp lại những người anh em, và dĩ nhiên được chìm trong những tiếng gọi của đồng bào Đại lục. Con xin chúc mọi người sức khỏe, Dân chủ vạn tuế ! Xin cảm ơn ! | ” |

Theo lời kể từ người em trai Đặng Trường Hy thì trước khi mất, Đặng Lệ Quân đã dự định muốn về tham quan Trung Quốc là khát vọng của cô bấy lâu nay. Tuy nhiên để đi đến Hồng Kông thì phải có thị thực của lãnh sự quán nhưng người bạn trai Pháp của cô đã đem nó đi, do vậy ước muốn của cô đã không thể thành hiện thực.

### Nghi án làm gián điệp
Sau khi Đặng Lệ Quân qua đời không lâu, tướng Cốc Chính Văn tức Quách Đồng Chấn, biệt danh là “Hoạt Diêm Vương”, người từng là trùm mật vụ Đài Loan, đã tiết lộ: “Đặng Lệ Quân là nhân viên tình báo bí mật của Cục an ninh quốc gia Quốc Dân đảng Đài Loan, trực thuộc Phòng 3. Nơi phối hợp công tác là Cục Thống kê tình báo quân sự Quốc dân đảng”.
Từ sau khi Tưởng Giới Thạch tổ chức lại hệ thống đặc vụ năm 1949, phương châm hành động “đặc vụ chính trị” luôn chủ đạo quân đội, chính phủ và cả xã hội. Nhiều nhân sĩ, trí thức và văn nghệ sĩ tùy theo tình hình và điều kiện khác nhau mà đều bị đưa vào tổ chức đặc vụ cụ thể. Trong đó một bộ phận rất lớn vì để được xuất cảnh bất đắc dĩ phải chấp nhận điều kiện trao đổi của tổ chức đặc vụ và trở thành nhân viên tình báo của Cục an ninh quốc gia Đài Loan. Đặng Lệ Quân là một người trong số đó.
Tuy nhiên không có bất cứ bằng chứng nào cho thấy Đặng Lệ Quân đã hoạt động thế nào, thu thập được những tin tức gì, từ những đối tượng nào.

## Cuộc sống riêng tư

1996 Tem bưu chính từ nhà nước Abkhazia không được công nhận tôn vinh Đặng Lê Quân

Trước khi siêu sao điện ảnh Thành Long và Lâm Phượng Kiều kết hôn, Đặng Lệ Quân và Thành Long đã có thời gian ở bên cạnh nhau. Năm 1979 hai người gặp nhau bên Mỹ, cặp đôi đều tự nhận là fan hâm mộ của nhau, đều dành thời gian cho nhau sau những bữa ăn tối. Đặng Lệ Quân rất thích giúp Thành Long trong việc tập luyện giọng hát, tình cảm của họ phát triển dần từ đó. Tuy nhiên trong quá trình phát sinh tình cảm, cả hai đều đã thấy được những khác biệt và mâu thuẫn với nhau. Đặc biệt là sở thích tụ tập bạn bè của Thành Long, còn Đặng Lệ Quân lại thích an tĩnh tại nhà. Trong một bữa tiệc có rất nhiều anh em của Thành Long, Đặng Lệ Quân đã nói "Anh chọn ai đây, nếu anh thích thì anh cứ ở lại nhậu với họ, em đi về đây". Trước mặt rất nhiều anh em, Thành Long đã không bỏ qua hành động đó và đã để Đặng Lệ Quân ra về. Tối hôm đó sau khi tiệc tàn, Thành Long tức tốc đi tìm Đặng Lệ Quân mong cô thứ lỗi nhưng đã không thành, cặp đôi chia tay từ đó.
Ngày nay, Thành Long đã từng nhắc lại cuộc tình với Đặng Lệ Quân, với cảm giác tiếc nuối. Ông hối hận về khoảng thời gian mà ông chỉ như một tên "nhà giàu mới", không biết cách để yêu thương, ông nói rằng "Giờ tôi đã nhận ra sai lầm, Đặng Lệ Quân là một viên ngọc thực sự, mà đáng lẽ ra tôi phải yêu thương ". Đặng Lệ Quân mất, ông đã hát lại bài "Ngã chỉ tại hồ nhĩ", dùng các công nghệ để phục hồi lại hình ảnh Đặng Lệ Quân, đưa hình ảnh của cả hai vào cảnh quay.
Mối tình của Đặng Lệ Quân với tài tử Tần Tường Lâm cũng trở nên dang dở vì Tần vẫn chưa nguôi hình bóng người cũ Lâm Thanh Hà. Về sau, Đặng Lệ Quân quen với đại gia Quách Khổng Thừa nhưng gia đình họ Quách chê bai và đặt nhiều điều kiện khiến cô đành chia tay.
Sau sự kiện Thiên An Môn, Đặng Lệ Quân rời Hồng Kông sang Pháp sinh sống, tại đây cô gặp nhiếp ảnh gia người Pháp tên Quilery Paul Puel Stephane, kém cô đến 14 tuổi, sau là bạn trai của cô. Trong giai đoạn này bệnh hen suyễn của Đặng Lệ Quân đang có chiều hướng tăng. Năm 1995, cô cùng bạn trai đến thành phố Chiang Mai tại Thái Lan du lịch để tận hưởng không khí trong lành và có dự định tiếp tục sáng tác nhạc. Tuy nhiên, vào ngày 8 tháng 5 năm 1995 cô đã mất tại Khách sạn Chiang Mai do lên cơn hen, Đặng Lệ Quân mất trong sự cô đơn khi không có bạn trai bên cạnh cứu giúp khi nhân viên khách sạn phát hiện bệnh viện đã gửi thuốc cấp cứu đến. Sự ra đi của Đặng Lệ Quân gây sốc lớn tại Hồng Kông, Đài Loan và Nhật Bản. Rất nhiều người hâm mộ đã theo dõi tang lễ tại núi Kim Bảo Sơn ở thành phố Đài Bắc. Lễ tang của Đặng Lệ Quân được tổ chức theo nghi thức Nhà nước tại Đài Loan, với Quốc kỳ Đài Loan phủ trên quan tài. Tổng thống Đài Loan Lý Đăng Huy có mặt cùng với hàng ngàn người trong thương tiếc.
Cô được chôn cất tại ngôi mộ ở sườn núi Kim Bảo Sơn, một nghĩa trang ở Kim Sơn, huyện Đài Bắc (nay là Thành phố Tân Bắc) ở phía nam Đài Bắc. Ngôi mộ có tượng của Đặng Lệ Quân và một cây đàn piano điện tử đặt dưới đất để khách viếng khi đặt chân lên phím đàn sẽ phát ra tiếng. Nơi tưởng niệm này luôn được mọi người hâm mộ ghé lại.
Ngôi nhà cô mua năm 1986 tại Hồng Kông ở số 18 phố Carmel trở thành một địa điểm hành hương của người hâm mộ không lâu sau khi cô mất. Kế hoạch bán nhà cho một bảo tàng ở Thượng Hải được thực hiện vào năm 2002, với giá 32 triệu HK$. Nó gần với thời điểm sinh nhật thứ 51 của cô vào ngày 29 tháng 1 năm 2004.
Để tưởng niệm 10 năm ngày mất, Quỹ Giáo dục và Văn hóa Đặng Lệ Quân khởi động chiến dịch "Tưởng nhớ Đặng Lệ Quân". Để phối hợp tổ chức sự kiện tại Hồng Kông và Đài Loan, người hâm mộ đã tỏ lòng thành kính tại mộ của cô ở núi Kim Bảo Sơn. Thêm vào đó, một số bộ váy, trang sức và vật dụng cá nhân được đem ra triển lãm tại Yuzi Paradise Lưu trữ ngày 18 tháng 9 năm 2020 tại Wayback Machine, một công viên nghệ thuật ở vùng ngoại ô Quế Lâm, Trung Quốc.
Tháng 5 năm 2002, tượng sáp của Đặng Lệ Quân được trưng bày tại Madame Tussauds Hồng Kông.
Ngày 23 tháng 9 năm 2008, ca khúc "Đãn nguyện nhân trường cửu" (tiếng Trung: 但願人長久) của Đặng Lệ Quân được phát khi phóng tàu vũ trụ Thần Châu VII lên không gian.
Năm 2010, gia đình Đặng Lệ Quân đã đồng ý cho đạo diễn Lý An làm bộ phim về cuộc đời nữ ca sĩ, trong đó diễn viên Thang Duy thủ vai chính.
Ngày 25 tháng 1 năm 2011, nghệ nhân Trương Gia Luân đã cho ra mắt ba mẫu búp bê Đặng Lệ Quân với ba kiểu trang phục xường xám, Quân phục và váy với số lượng giới hạn 36 con, mỗi con trị giá $50.000.
Vành đai tiểu hành tinh Asteroid 42295 mang tên Đặng Lệ Quân để tưởng nhớ (42,295 Teresateng).

## Ảnh hưởng đến văn hóa đại chúng
- Các ca khúc của Đặng Lệ Quân được khá nhiều các ca sĩ khác hát lại, cả Vương Phi đã ra mắt album tưởng nhớ (Phỉ mĩ mĩ chi âm, 菲靡靡之音, 1995) cho các bài hit của Đặng Lệ Quân.
- Bộ phim Hồng Kông năm 1996 Điềm mật mật (甜蜜蜜 – Tiánmìmì) của đạo diễn Trần Khả Tân tái hiện sự bi thảm và kế thừa của Đặng Lệ Quân trong một đoạn kịch của bộ phim. Bộ phim giành giải nhất tại Hồng Kông, Đài Loan, và tại Liên hoan Phim Seattle Film tại Hoa Kỳ.
- Nhạc Đặng Lệ Quân được nhiều phim sử dụng, như Rush Hour 2, Prison On Fire, Formosa Betrayed.
- Bộ phim truyền hình dài tập Trung Quốc Điềm mật mật (2006) sử dụng hai ca khúc nổi tiếng Điềm mật mật và Ánh trăng nói hộ lòng tôi được hai diễn viên chính là Đặng Siêu và Tôn Lệ thể hiện trong phim[39].
- Năm 2007, TV Asahi sản xuất một tanpatsu (単発, phim vô tuyến), mang tiêu đề Teresa Teng Monogatari (テレサ・テン物語)[40] để tưởng nhớ 13 năm ngày mất của cô. Nữ diễn viên Yoshino Kimura thủ vai Đặng Lệ Quân.
- Đặng Lệ Quân, Ông Thiến Ngọc (1950–), Trần Mỹ Linh (1955–), Âu Dương Phi Phi (1949–) và Vưu Nhã (1953–) được xem là "Bộ ngũ Diva châu Á" trong những năm 1970 và 1980 do ảnh hưởng của họ tới các nền văn hóa. Trong đó nhạc Đặng Lệ Quân phổ biến nhất.
- Bài hát "Toki no Nagare ni Mi o Makase" được phát rất nhiều trong phim "Ban zhi yan", bao gồm cả phần mở đầu. Có thể coi đây là bài hát chủ đề của bộ phim.
- Tháng 8 2009, trang mạng China.com của Văn phòng báo chí Quốc vụ viện Trung Quốc tổ chức cuộc bình chọn “Nhân vật văn hóa có ảnh hưởng nhất Trung Quốc từ năm 1949”, Đặng Lệ Quân đã đứng đầu danh sách 60 người, vượt qua cả Lão Xá, Kim Dung, Quách Mạt Nhược…[20]
- Ngày 2 tháng 8 năm 2010 kênh CNN của Mỹ ra kết quả bình chọn nằm trong top 20 ca sĩ nổi tiếng nhất trong vòng 50 năm qua, chỉ có Đặng Lệ Quân và Trương Quốc Vinh là hai ca sĩ Hoa ngữ nằm trong danh sách[41].
- Một số ca khúc của Đặng Lệ Quân đã được các nghệ sĩ Việt hát bằng lời Việt:
  - Ánh trăng sáng (Gốc :Tình Ca Na Nư Wa 娜奴娃情歌 ) (lời Việt: Vũ Tuấn Bảo)
  - Biển khơi niềm nhớ (Ngọc  Lan) (Gốc: Mũi đất Erimo - 襟裳岬) (Lời Việt: Trầm Tử Thiêng)
  - Cánh chim lạc loài (Cẩm Ly) (Gốc: Không cảng - 空港) (Lời Việt: Minh Tâm)
  - Cơn mưa trong đời (Lynda Trang Đài) (Gốc: Cơn mưa trong đời - 海辺のホテル) (Lời Việt: Khúc Lan)
  - Nữ thần nhảy múa (Thành Lộc & Bạch Long) (Gốc: Dạ lai hương - 夜来香) (LLời Việt: Cao Minh Thu)
  - Em là áng mây (Ngọc Hương) (Gốc: Không cảng - 空港) (Lời Việt: Anh Tài & Khúc Lan)
  - Hoa nào không phai (Lưu Bích) (Gốc: 明日の海) (Lời Việt: Khúc Lan)
  - Hương cà phê (Xuân Mai) (Gốc: Mỹ tửu thêm cà phê - 美酒加咖啡) (Lời Việt: Trúc Quỳnh)
  - Lời hứa vu vơ (Quên mãi tình xưa) (Ý Nhi) (Gốc: Lời hứa vu vơ - 悲しい自由) (Lời Việt: Khúc Lan)
  - Mai hoa (Lynda Trang Đài) (Gốc: Mai hoa - 梅花) (Lời Việt: Julie Quang)
  - Mãi mãi yêu anh (Ý Nhi) (Gốc: Em chỉ quan tâm anh - 時の流れに身をまかせ) (Lời Việt: Quang Nhật)
  - Mưa đêm (Mai Thiên Vân) (Gốc: Lá rơi - 一片落葉) (Lời Việt: Joseph Long)
  - Ngày nào ta có nhau (Thúy Vi) (Gốc: Lại thấy hoa tuyết - 又見雪花) (Lời Việt: Nhật Ngân)
  - Người nỡ đành quên (Tài Linh & Tú Châu) (Gốc: Tsugunai - つぐない) (Lời Việt: Minh Tâm)
  - Ngọt ngào (Tuấn Đạt & Lucia Kim Chi) (Gốc: Điềm mật mật - Dayung sampan) (Lời Việt: Nhật Ngân)
  - Nhớ người (Loan Châu, Lynda Trang Đài) (Gốc: 夜のフェリーボート) (Lời Việt: Loan Châu)
  - Những ngày mưa gió (Ngọc Lan) (Gốc: Những ngày mưa gió - 神戸です) (Lời Việt: Bảo Chấn/Lê Minh Bằng?)
  - Tan như bọt sóng (Hoàng Nam) (Gốc: 愛に疲れて) (Lời Việt: Nhật Hạ & Khúc Lan)
  - Thương ông lái đò (Xuân Mai) (Gốc: 酒醉的探戈 - Bản Tango đắm say) (Lời Việt: Vũ Tuấn Bảo)
  - Tự hỏi mình (Thanh Lan) (Gốc: 旅 人) (Lời Việt: Thanh Lan)
  - Ước hẹn (Lệ Hằng) (Gốc: Tsugunai - つぐない) (Lời Việt: Lữ Liên)
  - Vĩnh biệt tình anh (Ngọc  Lan) (Gốc: 夜のフェリーボート) (Lời Việt: Khúc Lan)
  - Vòng tay người ấy (Lynda Trang Đài) (Gốc: Vòng tay người ấy - スキャンダル) (Lời Việt: Khúc Lan)
  - Vòng tay người yêu (Lam Trường) (Gốc: Vòng tay người ấy - スキャンダル) (Lời Việt: Minh Tâm)
  - Xin đừng hái hoa (Hồ Quang Hiếu, Phi Nhung, Hữu Minh, Tài Linh, Kim Tử Long, Tú Châu, Cảnh Hàn, Hiền Ngân) (Gốc: Hoa dại bên đường không nên hái -  路邊的野花不要採) (Lời Việt: Không rõ)
  - Vườn Hoa Xinh (Xuân Mai) (Gốc: Tạm biệt người yêu - 情人再見) (lời Việt: Trúc Quỳnh)

## Giải thưởng

### Đài Loan
- Giải thưởng Chuông vàng - Ca sĩ xuất sắc nhất năm 1980 tại Đài Loan.

### Hồng Kông
- Giải nhất mười ca khúc vàng Trung Quốc tại Hồng Kông năm 1978 - ca khúc 「小村之戀」 (Tiểu thành cố sự - Câu chuyện thành phố nhỏ).

### Nhật Bản
- Nhật Bản Hữu tuyến đại thưởng: 1984 - 「つぐない」 (Tsugunai - Thường hoàn), 1985 - 「愛人」 (Aijin - Người tình), 1986 - 「時の流れに身をまかせ」 (Toki no Nagare ni Mi wo Makase - Để bản thân theo thời gian).
- Giải thưởng thu âm Nhật Bản lần thứ 16: 1974 - Nghệ sĩ mới, ca khúc 「空港」 (Kuū-Kōu -Phi trường).
- Giải thưởng thu âm Nhật Bản lần thứ 28: 1986 - Giải vàng, ca khúc 「時の流れに身をまかせ」.
- Giải thưởng Ngôi sao triển vọng cho ca khúc 「別れの予感」 (Wakare no Yokan) năm 1987.
- Giải thưởng Phát thanh cho 「別れの予感」 năm 1987 và 1988.
- Giải Phát thanh đặc biệt năm 1995 cho ba lần đoạt giải.

## Niên biểu
- 1953: Sinh ngày 29/01 tại Đài Loan
- 1958: Theo học múa ba lê tại trường Tiên Cung, thành phố Bình Tây
- 1963: Đoạt giải quán quân trong cuộc thi ca nhạc của đài truyền hình Trung Hoa
- 1964: Đại diện cho trường tham dự cuộc thi kể chuyện quốc ngữ toàn tỉnh và giành giải nhất
- 1966: Tham gia cuộc thi ca nhạc của công ty Kim Mã Tưởng và giành giải quán quân với ca khúc Thái Hồng Mai.
- 1967: Ra đĩa hát đầu tiên, chính thức bước vào nghề ca hát
- 1969: Đóng bộ phim đầu tiên "cảm ơn ngài tổng giám đốc". Chủ trì tiết mục "Mỗi ngày một ngôi sao" trên truyền hình. Nhận lời tham dự chưng trình từ thiện của phu nhân tổng thống Singapore.
- 1970: Được tôn vinh là "Nữ hoàng từ thiện". Tới Hồng Kông đóng phim "Tiểu thư mê nhạc ".
- 1973: Phát triển sự nghiệp tại Nhật và lần lượt biểu diễn tại Hồng Kông, Việt Nam.
- 1974: Với ca khúc "Sân bay" (空港 "Kūkō") được bình bầu là ca sĩ hát hay nhất
- 1977: Giành được giải Đĩa hát vàng lần thứ nhất tại Hồng Kông.
- 1978: Phát hành đĩa "Đặng Lệ Quân - Greatest hits" và đĩa "Tình ca đảo quốc". Giành giải Đĩa hát vàng Hồng Kông lần 3. Tại Nhật Bản cũng giành được giải thưởng lớn với "Cảnh đêm Tokyo".
- 1979: Trong giải thưởng Đĩa hát vàng lần thứ 4, Đặng Lệ Quân có 3 đĩa hát giành giải Đĩa bạch kim và hai đĩa hát giành giải Đĩa hát vàng. Sang Mỹ học thêm tiếng Nhật, tiếng Anh. Tham dự biểu diễn tại Canada.
- 1980: Đoạt giải "Nữ ca sĩ hay nhất" tại Đài Loan. Ra đĩa hát đầu tiên bằng tiếng Ma Cao. Tháng 10, trở về Đài Loan và tổ chức chưng trình biểu diễn và ủng hộ toàn bộ tiền bán vé cho một quỹ từ thiện. Tổ chức tour diễn tại các nước Đông Nam Á.
- 1981: Đoạt giải đĩa hát bạch kim trong Giải thưởng Đĩa hát vàng Hồng Kông lần thứ 5.
- 1982: Đĩa hát "Nhạc hội Đặng Lệ Quân" giành giải Đĩa bạch kim
- 1983: Được bình bầu là một trong mười phụ nữ xuất sắc nhất Trung Quốc.
- 1984: Tổ chức biểu diễn tại các nước Đông Nam Á. Đây cũng là một năm thành công của Đặng Lệ Quân với những giải thưởng trong nước và tại Nhật Bản như: "Giải đĩa hát của năm", "Ca khúc hay nhất", "Ca sĩ xuất sắc nhất".
- 1985: Ca khúc "Người tình" (愛人, Aijin) xếp vị trí thứ nhất trong bảng xếp hạng suốt 14 tuần. Một kỷ lục trong nền âm nhạc Nhật Bản.
- 1987: Biểu diễn tại Hồng Kông, Đài Loan, Mỹ và Pháp, cùng các chương trình từ thiện.
- 1988: Được bầu là chủ tịch của chương trình "Truyền hình Á châu".
- 1992: Ra tuyển tập "Những ca khúc khó quên của Teresa Teng"
- 1993: Là khách mời danh dự của chương trình Talkshow của Truyền hình Á châu
- 1994: Tham dự nhạc hội, đây cũng là lần biểu diễn cuối cùng trước công chúng Đài Loan. Phát hành đĩa nhạc "Mùi hương của đêm ".
- 1995: Ngày 8 tháng 5 - Qua đời ở tuổi 42 sau một cơn bệnh hen suyễn.

## Một số ca khúc tiêu biểu
- 月亮代表我的心 - Nguyệt lượng đại biểu ngã đích tâm Lưu trữ ngày 3 tháng 2 năm 2012 tại Wayback Machine,YouTube
- 何日君再来 - Hà nhật quân tái lai Lưu trữ ngày 7 tháng 6 năm 2013 tại Wayback Machine, tiếng Nhật
- 千言萬語 - Thiên ngôn vạn ngữ (Mùa thu lá bay)
- 甜蜜蜜 - Điềm mật mật
- 小城故事 - Tiểu thành cố sự (Câu chuyện thành phố nhỏ) Lưu trữ ngày 18 tháng 9 năm 2011 tại Wayback Machine, YouTube
- 忘記他 - Vong ký tha (Người yêu dấu)
- 空港 - Phi trường
- 愛人 - Người tình, bản tiếng Trung
- 時の流れに身をまかせ - Xin thời gian ngừng trôi
- つぐない - Thường hoàn, 償還 (bản tiếng Trung)
- 你 - Không (Nhạc sĩ Nguyễn Ánh 9)
- 夜来香 - Dạ lai hương
- Endless Love[liên kết hỏng] - với Lâm Tử Tường